# Stanley Stanyar
Stanley Stanyar, né le 29 décembre 1905 à Gatineau et mort le 5 juin 1983 à Val-des-Monts, est un rameur d'aviron canadien.

## Palmarès

### Jeux olympiques
- Los Angeles 1932
  -  Médaille de bronze en huit[1].